# 阿克斯布里奇 (伦敦)
阿克斯布里奇（Uxbridge /ˈʌksbrɪdʒ/）是位於英國倫敦西部的一個大鎮，是希靈登區行政中心。距離查令十字西北24（15英里），是倫敦規劃中主要的都會中心之一。歷史上曾是希靈登的教區，很早就是地區商業中心。20世紀隨著倫敦的擴張而人口增多，自1965年開始成為大倫敦的一部份。當地有布魯內爾大學和白金漢郡新大學的分校區。
阿克斯布里奇也是數個歷史事件的發生地，例如英格蘭內戰期間查理一世和圓顱黨的談判就舉行於此處的一家酒館，此酒館也因此改名王冠與條約（Crown & Treaty），至今尚存。此外不列顛戰役的一系列地下行動也是在這裡展開的。
2001年英國人口普查顯示阿克斯布里奇北人口為12,048，而阿克斯布里奇南為13,979。

## 歷史

### 命名
阿克斯布里奇的名字來自於“Wixan's Bridge”，此橋曾位於牛津路（Oxford Road）底端，現在已有一條現代公路橋取代。“Wixan”是7世紀來自林肯郡一帶的撒克遜人部落。盎格魯-撒克遜人自5世紀開始就在這片土地上耕種了，之後500年才離開。
考古學家在當地發現了青銅時代（公元前700年）和中世紀的遺址。在《末日審判書》中並沒有出現阿克斯布里奇，現在的聖瑪格麗特教堂也是在1個世紀之後才建造的。1107年該鎮首次以“Woxbrigge”之名出現，是所謂的“Elthorne Hundred”之一。

### 早期

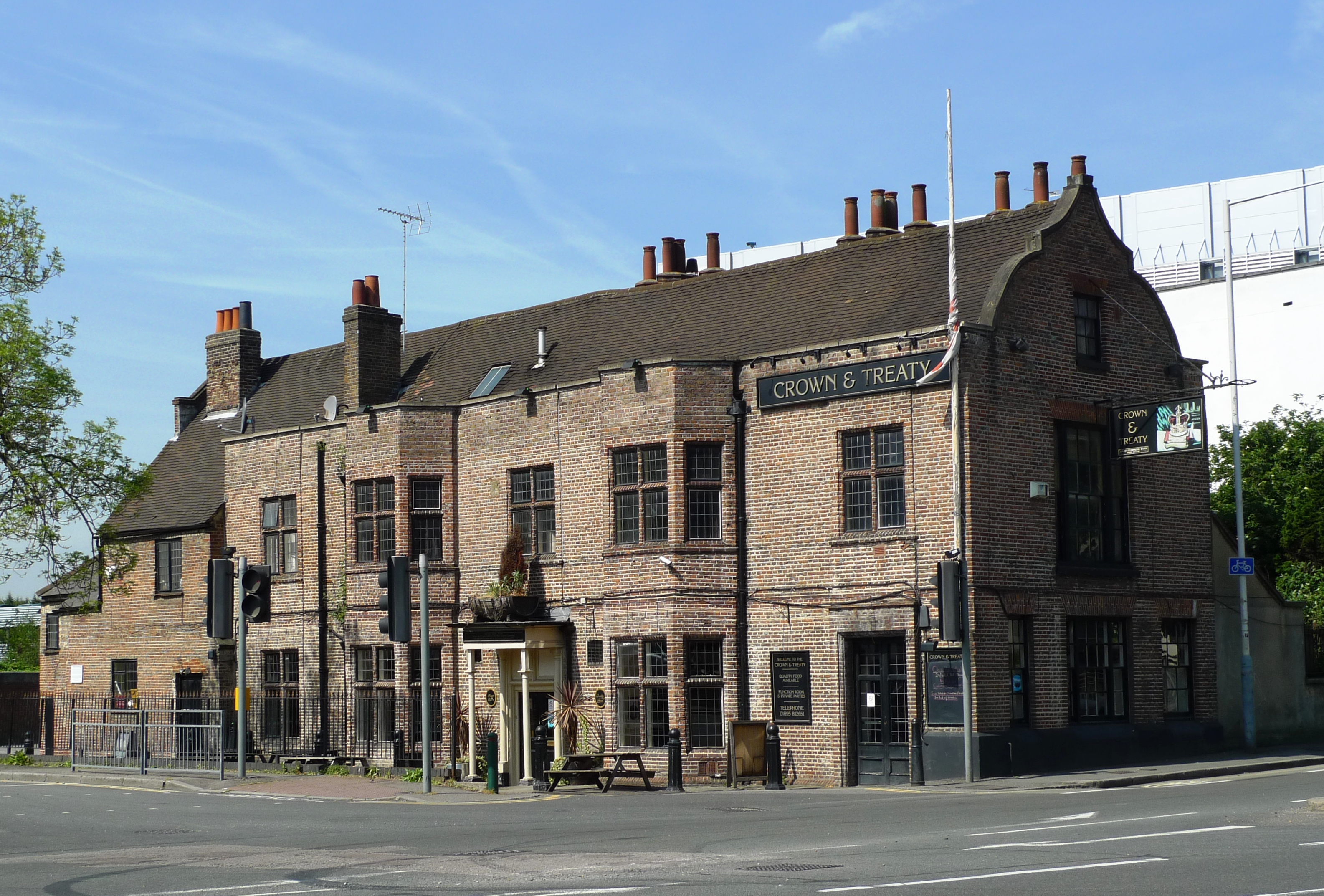
Crown & Treaty 酒館

1642年英格蘭內戰爆發時圓顱黨人在此地集結軍隊，並在1647年6月建立總部，不過1646年4月國王查理一世還是得以經過此鎮，並在紅獅酒館（Red Lion）逗留了數小時。他也曾試圖在前一年於此地的Crown & Treaty與圓顱黨人達成協議，但是以失敗告終。

該鎮的集市出現於1788年，取代了當地一座1561年建造的建築。19和20世紀當地是倫敦麵粉的主要供應地。19世紀早期阿克斯布里奇治安欠佳，法官威廉·阿爾賓曾說：
|  | 你走在大街上的時候他們甚至會把你的牙齒偷走，這是我的親身體會。 |

大章克申運河在1794年開通，鏈接阿克斯布里奇與伯明翰。1800年成為威塞克斯郡最重要的集鎮之一，是倫敦公共馬車的第一個停靠點。在1838年通過西德雷頓的大西方鐵路開通之後阿克斯布里奇開始衰落，直到1904年此鐵路才有阿克斯布里奇分線。 

### 近現代

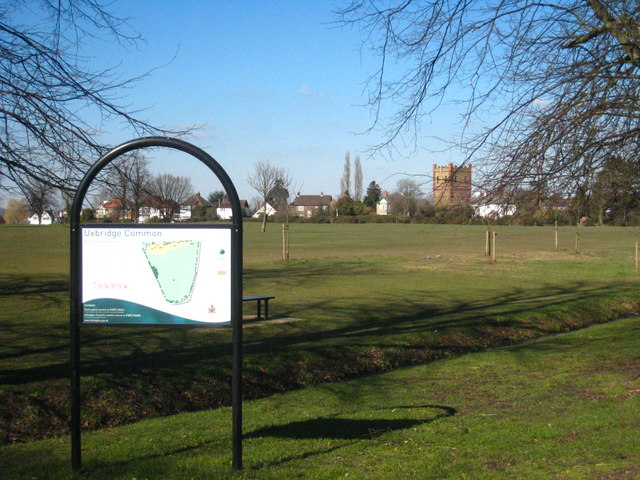
1819年哈靈頓區圈地造成阿克斯布里奇公共用地減少

1819年哈靈頓區圈地造成阿克斯布里奇公共用地減少，使得其從最初的周長4英里（6.4） 縮減到現在的15英畝大小。
1871年，阿克斯布里奇在溫莎街（Windsor Street）建起正式的警察局。倫敦警察廳直到1988年也駐於此地，但後來搬到了哈爾菲爾德路（Harefield Road）。
1900年代早期阿克斯布里奇在滑鐵盧路（Waterloo Road）建起了地區電力供應公司，1902年鎮子大部份都接入電網。1904年倫敦地鐵在此開通阿克斯布里奇站，1906年建造了一個水塔。歷史遺址Crown & Treaty酒館在1924年被賣給了一個美國商人，他在1953年將之作為禮物送還伊莉莎白二世。
二戰期間的1942年接受皇家海軍驅逐艦HMS Intrepid，但該艦在次年便被擊沉。1944年6月至1945年3月間屢受納粹空軍的襲擊。
1962年布魯內爾大學的前身布魯內爾先進技術學院（Brunel College of Advanced Technology）建成。

## 地理
阿克斯布里奇平均海拔130英尺（40）。氣候溫和，很少有極端天氣。
自中石器時代以來其景觀就不曾發生大規模變化，當地原先由榆木和橡木林覆蓋，後來漸漸被移民伐除。倫敦博物館藏有當地的許多石器時代篝火遺址旁邊發現的燧石和動物骨骼。
平河（River Pinn）穿過該鎮，形成該鎮與白金漢郡的邊界。

## 教育
當地的初等教育機構有艾米達吉小學（Hermitage Primary School）、英格蘭聖安德魯教會小學（St Andrew's Church of England Primary School）、聖瑪麗天主教小學（St Mary's Catholic Primary School）、白廳幼兒園（Whitehall Infant School）、和白廳小學（Whitehall Junior School）。阿克斯布里奇高中（Uxbridge High School）則是男女共學的中等學校。
研究型大學布魯內爾大學坐落於此地，此外白金漢郡新大學的護理學院也位於此地。此外還有繼續教育學院阿克斯布里奇學院。

## 運動
阿克斯布里奇有非聯賽足球隊Uxbridge F.C.。阿克斯布里奇板球俱樂部是米德塞克斯板球聯盟成員。
希靈頓運動休閒中心（Hillingdon Sports and Leisure Complex）的半露天遊泳池曾是2012年奧運會舉辦時韓國代表隊的訓練中心。

## 外部連結
- London Borough of Hillingdon （页面存档备份，存于）